# Episodi di Pepper Anderson - Agente speciale (quarta stagione)
Questa voce contiene trame, dettagli e crediti dei registi e degli sceneggiatori della quarta e ultima stagione della serie televisiva Pepper Anderson - Agente speciale.
Negli Stati Uniti, la stagione andò in onda sulla NBC dal 25 ottobre 1977 al 30 marzo 1978.
| nº | Titolo originale             | Titolo italiano | Prima TV USA     | Prima TV Italia |
| -- | ---------------------------- | --------------- | ---------------- | --------------- |
| 1  | Do You Still Beat Your Wife? |                 | 25 ottobre 1977  |                 |
| 2  | Guns                         |                 | 1 novembre 1977  |                 |
| 3  | Means to an End              |                 | 8 novembre 1977  |                 |
| 4  | The Inside Connection        |                 | 22 novembre 1977 |                 |
| 5  | Screams                      |                 | 6 dicembre 1977  |                 |
| 6  | The Buttercup Killer         |                 | 13 dicembre 1977 |                 |
| 7  | Merry Christmas Waldo        |                 | 14 dicembre 1977 |                 |
| 8  | Death Game                   |                 | 21 dicembre 1977 |                 |
| 9  | Ambition                     |                 | 28 dicembre 1977 |                 |
| 10 | Blind Terror                 |                 | 4 gennaio 1978   |                 |
| 11 | Tigress                      |                 | 11 gennaio 1978  |                 |
| 12 | Sunset                       |                 | 18 gennaio 1978  |                 |
| 13 | The Young and the Fair       |                 | 25 gennaio 1978  |                 |
| 14 | The Human Rights of Tiki Kim |                 | 1 febbraio 1978  |                 |
| 15 | Sixth Sense                  |                 | 8 febbraio 1978  |                 |
| 16 | Sons                         |                 | 15 febbraio 1978 |                 |
| 17 | Murder with Pretty People    |                 | 22 febbraio 1978 |                 |
| 18 | Battered Teachers            |                 | 1 marzo 1978     |                 |
| 19 | A Shadow on the Sea          |                 | 8 marzo 1978     |                 |
| 20 | Sweet Kathleen               |                 | 15 marzo 1978    |                 |
| 21 | Flip of a Coin               |                 | 23 marzo 1978    |                 |
| 22 | Good Old Uncle Ben           |                 | 30 marzo 1978    |                 |